# Tigrioides pallidicosta
Tigrioides pallidicosta là một loài bướm đêm thuộc phân họ Arctiinae, họ Erebidae.